# Sphenomorphus scotophilus
Sphenomorphus scotophilus — вид сцинкоподібних ящірок родини сцинкових (Scincidae). Мешкає в Малайзії і Таїланді.

## Поширення і екологія
Sphenomorphus scotophilus мешкають на Малайському півострові. Вони живуть у вологих тропічних лісах.